# Inon Zur
Inon Zur (in ebraico ינון צור‎?; Israele, 4 luglio 1965) è un compositore e musicista israelo-statunitense.
Ha iniziato la carriera componendo musica per film e televisione, in seguito si è dedicato principalmente alla composizione musicale per videogiochi. Zur ha composto musica per oltre 50 videogiochi, 15 spettacoli televisivi e 10 film, nonché diversi trailer. Ha ricevuto diverse nomination a vari premi, vincendone tre: un Telly Award nel 1997 come miglior colonna sonora per Power Rangers Turbo, un premio al Game Audio Network Guild nel 2004 come miglior brano strumentale originale per Men of Valor e un Hollywood Music in Media Awards nel 2009 per la migliore canzone originale nel videogioco Dragon Age: Origins.

## Biografia
Inon Zur è nato in Israele. Ha imparato a suonare il corno francese da bambino e iniziato gli studi di pianoforte e di composizione all'età di otto anni. Si è laureato all'accademia musicale di Tel Aviv e ha trascorso quattro anni nell'esercito israeliano. Nel 1990 è emigrato negli Stati Uniti per studiare alla Dick Grove School of Music per un anno, e altri due anni all'University of California di Los Angeles (UCLA).

## Carriera
Zur ha iniziato la sua carriera nel 1994 lavorando a colonne sonore per film. Ha poi firmato un contratto di sei anni per la Fox Family realizzando diverse colonne sonore per spettacoli televisivi per bambini, tra cui Digimon e Power Rangers; durante questo periodo ha vinto il suo primo premio, il Telly Award nel 1997.
Il suo agente, superando la sua riluttanza iniziale, l'ha convinto a lavorare nel settore dei videogiochi. Nel 1997 Zur ha composto la sua prima colonna sonora, quella per il videogioco Star Trek: Klingon Academy, terminata nel 2000. È passato poi a titoli più prestigiosi, creando nel 2001 la musica per Baldur's Gate II: Throne of Bhaal e nel 2002 per Icewind Dale II. Nello stesso periodo ha continuato a lavorare su film e programmi televisivi, componendo nel 1999 la colonna sonora del film Matrimonio per papà e nel 2000 la colonna sonora per la versione inglese della serie anime Escaflowne.
In seguito ha continuato a lavorare su numerosi videogiochi, tra cui la colonna sonora della saga Syberia (da Syberia II nel 2002), Prince of Persia: I due troni nel 2005, Pirati dei Caraibi: La leggenda di Jack Sparrow nel 2006 e Crysis nel 2007. Ha ottenuto diverse nomination per le sue composizioni e conseguito la sua prima vittoria al Game Audio Network Guild per Men of Valor. Altri titoli su cui ha lavorato sono Fallout 3 e Prince of Persia nel 2008, Dragon Age: Origins nel 2009, Fallout: New Vegas nel 2010 e Fallout 4 nel 2015. Zur ha inoltre scritto la colonna sonora originale del videogioco Il Signore degli Anelli: La guerra del Nord, dirigendo la Philharmonia Orchestra presso gli Abbey Road Studios di Londra.

## Concerti
Le composizioni di Zur sono state eseguite più volte in concerti dal vivo. Il primo, dedicato alla musica per Lineage II: Chronicle V: Oath of Blood, si è tenuto il 30 maggio 2006 a Seul, in Corea del Sud. Il 20 agosto 2008 a Lipsia, in Germania, è stata suonata la musica della colonna sonora di Crysis in un concerto Video Games Live. Il 26 settembre 2009 a Sydney, in Australia, è stata eseguita dalla Eminence Symphony Orchestra nel concerto A Night in Fantasia 2009 la musica di Dragon Age: Origins e Prince of Persia.

## Stile musicale e influenze
Le composizioni di Zur spesso si concentrano su orchestre complete, cori, e in alcuni giochi come Prince of Persia, strumenti etnici come il flauto arabo e il duduk. Ha collaborato spesso con l'orchestra Northwest Sinfonia di Seattle, anche se a volte ha usato altre orchestre. Ogni volta che Zur lavora con una vera orchestra, la dirige sempre da solo.
Zur ha indicato nelle sue influenze musicali diversi artisti classici come Sergey Prokofiev, Igor Stravinsky e Ludwig van Beethoven, compositori di film come John Williams e Jerry Goldsmith, e artisti jazz come George Gershwin e Henry McFeeny.